# 普吕莫当
普吕莫当（法語：Plumaudan，法語發音：[plymodɑ̃]）是法国阿摩尔滨海省的一个市镇，位于该省东部，属于迪南区。

## 地理
普吕莫当（48°21'28"N, 2°7'29"W）面积17.83 平方千米，位于法国布列塔尼大區阿摩尔滨海省，该省份为法国西北部沿海省份，位于布列塔尼半岛北部，北濒大西洋英吉利海峡，西接菲尼斯泰尔省，南至莫尔比昂省，东临伊勒-维莱讷省。
与普吕莫当接壤的市镇（或旧市镇、城区）包括：布吕斯维利、科讷、冈罗克、圣瑞瓦、圣马当、特雷夫龙、伊维尼亚克拉图尔。

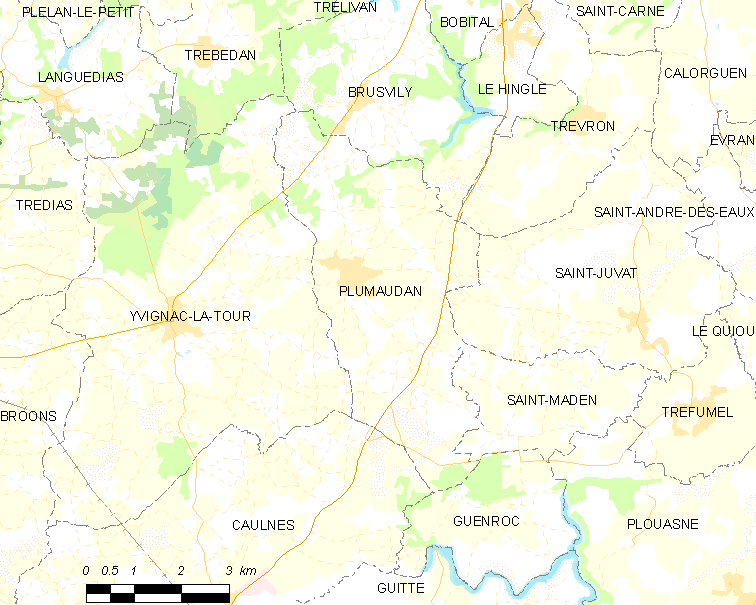
普吕莫当的OSM定位图

普吕莫当的时区为UTC+01:00、UTC+02:00（夏令时）。

## 行政
普吕莫当的邮政编码为22350，INSEE市镇编码为22239。

## 政治
普吕莫当所属的省级选区为布龙县。

## 人口

1962-2008年间普吕莫当人口变化图示

普吕莫当于2022年1月1日时的人口数量为1403人。